# 洛薩·考拉茲
洛薩·考拉茲（德語：Lothar Collatz，德語發音：[ˈkɔlaʦ]，1910年7月6日—1990年9月26日）是一名德國數學家。
「{\displaystyle 3x+1}」問題也被稱為考拉茲猜想，以他的名字命名，至今仍未解決。正平方矩陣的佩倫-弗羅貝尼烏斯特徵值的考拉茲-維蘭特公式也是以他的名字命名。
1957年，考拉茲與在第二次世界大戰達姆施塔特轟炸中喪生的烏爾里希·西諾戈維茨（Ulrich Sinogowitz）共同發表論文，創立了譜圖論領域。

## 生平
考拉茲於1910年7月6日出生於威斯特法伦省阿恩斯貝格。他曾就讀於格賴夫斯瓦爾德大學和柏林大學等德國大學，並在阿爾弗雷德·克洛澤的指導下於1935年獲得博士學位，論文題目是《線性微分方程的高近似有限差分法》（Das Differenzenverfahren mit höherer Approximation für lineare Differentialgleichungen）。之後，他在柏林大學擔任助教，1935年轉到卡爾斯魯爾理工學院，一直工作到1937年。1938年至1943年，他在卡爾斯魯爾理工學院擔任私人研究員。戰爭期間，他與艾爾文·瓦爾特一起在達姆施塔特工業大學實用數學研究所工作。
1943年至1952年，考拉茲在漢諾威大學擔任教席。1952年至1978年，考拉茲在漢堡大學工作，並於1953年在漢堡大學創建應用數學研究所。退休後，他作為名譽教授繼續積極參與數學會議。
科拉茨一生為該領域做出許多貢獻，因此獲得許多榮譽，其中包括：
- 獲選利奧波第那科學院、博洛尼亞科學院、摩德納學院院士
- 漢堡數學學會（英语：Hamburg Mathematical Society）榮譽會士
- 曾獲聖保羅大學、維也納工業大學、蘇格蘭鄧迪大學、英國布魯內爾大學、1981年漢諾威大學和德勒斯登工業大學榮譽學位

1990年9月26日，他在保加利亞瓦爾納參加數學會議時因心臟病突發意外去世，享年80歲。

## 延伸閱讀
- J Albrecht, P Hagedorn and W Velte, Lothar Collatz (German), Numerical treatment of eigenvalue problems, vol. 5, Oberwolfach, 1990 (Birkhäuser, Basel, 1991), viii–ix.
- I Althoefer, Lothar Collatz zwischen 1933 und 1950 - Eine Teilbiographie (German), 3-Hirn-Verlag, Lage (Lippe), 2019.
- R Ansorge, Lothar Collatz (6 July 1910 – 26 September 1990) (German), Mitt. Ges. Angew. Math. Mech. No. 1 (1991), 4–9.
- U Eckhardt, Der Einfluss von Lothar Collatz auf die angewandte Mathematik, Numerical mathematics, Sympos., Inst. Appl. Math., Univ. Hamburg, Hamburg, 1979 (Birkhäuser, Basel-Boston, Mass., 1979), 9–23.
- L Elsner and K P Hadeler, Lothar Collatz –  on the occasion of his 75th birthday, Linear Algebra Appl. 68 (1985), vi; 1–8.
- R B Guenther, Obituary : Lothar Collatz, 1910–1990, Aequationes Mathematicae 43 (2–3) (1992), 117–119.
- H Heinrich, Zum siebzigsten Geburtstag von Lothar Collatz, Z. Angew. Math. Mech. 60 (5) (1980), 274–275.
- G Meinardus, G Nürnberger, Th Riessinger and G Walz, In memoriam : the work of Lothar Collatz in approximation theory, J. Approx. Theory 67 (2) (1991), 119–128.
- G Meinardus and G Nürnberger, In memoriam : Lothar Collatz (July 6, 1910 – September 26, 1990), J. Approx. Theory 65 (1) (1991), i; 1–2.
- J R Whiteman, In memoriam : Lothar Collatz, Internat. J. Numer. Methods Engrg. 31 (8) (1991), 1475–1476.

## 外部連結
- 約翰·J·奧康納; 埃德蒙·F·羅伯遜, ,  （英语）
- 洛薩·考拉茲在數學譜系計畫的資料。